# 卡迪迪亞圖·迪亞尼
卡迪迪亞圖·迪亞尼（法語：Kadidiatou Diani，1995年4月1日—）是馬利裔法國職業女子足球運動員，司職前鋒，現效力法國甲組女子足球聯賽球隊奧林匹克里昂和法國國家女子足球隊。2023年，迪亞尼參加國際足協女子世界盃，並以4顆進球、3次助攻的成績獲得銀靴獎。

## 個人生活
卡迪迪亞圖·迪亞尼出生於法蘭西島大區的塞納河畔伊夫里，她的父母皆來自西非國家馬利。

## 外部連結
- 卡迪迪亞圖·迪亞尼－UEFA國際賽競賽紀錄
- 上的卡迪迪亞圖·迪亞尼（法語）
- Soccerway資料庫：卡迪迪亞圖·迪亞尼
- 卡迪迪亞圖·迪亞尼的Instagram帳戶